# Unterhöhberg
Unterhöhberg ist ein Gemeindeteil der Gemeinde Haundorf im Landkreis Weißenburg-Gunzenhausen (Mittelfranken, Bayern). Unterhöhberg liegt in der Gemarkung Haundorf. Der Ort gehörte bereits vor der Gebietsreform von 1972 zu Haundorf.

## Lage
Der Weiler liegt inmitten des Mönchswaldes und inmitten des Spalter Hügellandes, ca. 1,5 Kilometer südlich von Mitteleschenbach und 9 Kilometer nordöstlich der Stadt Gunzenhausen. Nahe Unterhöhberg entspringt der Bremenwiesbach. Westlich des Ortes liegt der Höhberg. Ein Anliegerweg führt nach Oberhöhberg (0,8 km westlich).

## Religion
Die Einwohner römisch-katholischer Konfession sind nach St. Nikolaus (Mitteleschenbach) gepfarrt.